# Sororium Tigillum
La Sororium Tigillum ('el cairat de la germana') era una biga de fusta que es guardava en un turó a Roma i que va erigir el pare de Publi Horaci al lloc on s'havia celebrat el combat dels Horacis i Curiacis.
Publi Horaci va haver de passar per sota d'aquesta biga, com si fos un jou, quan l'assemblea del poble va decidir no condemnar-lo per la mort de la seva germana Horàcia. Segons Titus Livi, aquest cairat era encara intacte als seus dies (segle i aC), i es mantenia a càrrec de l'erari públic.
Dionís d'Halicarnàs diu que es trobava a la vora de dos altars, un dedicat a Juno i l'altre a Janus, el déu guardià de les portes.